# История на българското книгопечатане
Историята на българското книгопечатане датира от 1494 г., т.е. 39 години след отпечатването на Библията на Гутенберг (1455).

## Началото
В историята на българското кирилско книгопечатане има само една оригинална Инкунабула – частично Житието на Стефан Дечански от Григорий Цамблак, отпечатано с Псалтира.  Освен него в Цетине се печатат още четири книги – Октоих Първогласник на 4 януари 1494 г.; Молитвеник или Требник; Псалтир излязъл от печат на 22 септември 1495 г. и Октоих Петогласник.
През 1507 г. излиза „Служебник“ под пресата във влашко Търговище. Според мнението на Петър Илчев, точно тази печатна книга на Йеромонах Макарий трябва да се зачита за първата българска такава, а не инкунабулите от Цетине, независимо че Григорий Цамблак е български писател. 
В Грачаница работи и Яков Крайков. Други центрове за кирилско книгопечатане Венеция, Милешево, Горажде, Руйно в Западна Херцеговина и Белград. Кирилски печатници има и във Влашко – в Търговище; в Молдова – в Сучава и в Трансилвания – Брашов. До 19 век в румънските земи се печати на румънска кирилица.
В средата на 16 век е зафиксирана и първата българска книжарница-склад за печатни книги – на Кара Трифун в Скопие.
През 1597 г. е отпечатан в две версии (във Венеция и в Дубровник) – „Буквар на инок Сава“. Венецианската печатница, в която е отпечатано букварчето, е бившата такава на Божидар Вукович.

## XVII век
Българското книгопечатане през този век е под въздействието на т.нар. католическа пропаганда в българските земи през XVII век. Създава се българска католическа книжнина, а в Рим излиза и първата новобългарска печатна книга – „Абагар“ (1651 г.). Петър Богдан съчинява и „История на България“ (1667 г.), която по всяка вероятност също е печатана.

## XVIII век
Началото на този век в българското книгопечатане се свързва предимно с дейността на Христофор Жефарович, и най-вече с неговата печатна „Стематография“ на църковнославянски език.
През втората половина на века във Венеция в печатницата на Димитрие Теодосие излизат над 50 печатни заглавия на така наричания славяносръбски език. Те са плод на епохата на просвещението и са отпечатани на новия граждански шрифт, пригоден и за нуждите на южнославянската просвета и култура.

## XIX век
През 1806 г. излиза първата печатна новобългарска книга, издадена от Софроний Врачански през 1806 г., озаглавена „Неделник“. Първата изцяло на новобългарски език печатна книга е „Рибен буквар“ на Петър Берон. Печатни трудове със значимост за българското Възраждане са „История Славяноболгарская“, „Българска граматика“ на Неофит Рилски и „Денница на новобългарското образование“ на Васил Априлов.
Първата българска печатница в чужбина е открита през 1838 г. от архимандрит Теодосий Синаитски в Солун, но просъществува кратко. Няколко години по-късно, през 1846 г. Никола Карастоянов открива печатница за щампи и малки книжки в Самоков. Към 1864 г. в Рилския манастир е създадена „щампарница“ от хаджи Калистрат Щампара, обучаван в Белград, който доставя от Виена специална голяма желязна печатна преса, бои и хартия. Манастирската щампарница просъществува чак до 1922 г.
Преди Освобождението центрове на българското книгопечатане са Цариград, Одеса, Букурещ, Виена и Крагуевац. Най-добре уредена е печатницата в Цариград, открита от Иван Богоров през 1848 г. Тя по-късно преминава под ръководството на Александър Екзарх, който издава десетки преводни и оригинални книги. Неуспешни опити за открият печатници в България правят Васил Априлов в Габрово и Драган Цанков в Свищов. До Освобождението има 20 печатници, собственост на българи.

### Печатница на Данов
„Книгоиздателство Хр. Г. Данов и с-ие“ с клонове в Русе, Велес, София и Лом до Освобождението издава списание „Летоструй или домашен календар“ и снабдява училищата с учебници на говорим български език и разнообразни помагала – глобуси, учебни картини по ботаника и зоология, макети по физика и анатомия. Те се печатат във Виена. Данов основава първата си печатница също във Виена – Българска печатница на Янко С. Ковачев и Сие и след Освобождението прехвърля машините си в Пловдив, където бизнесът му процъфтява.

### Печатница на Каравелов
Преди Освобождението Любен Каравелов има печатница в Букурещ, която е тясно свързана с българското революционно освободително движение 
Печатарската машина на Любен Каравелов, закупена от него през 1871 г. от Сръбската държавна печатница. Представлява „скоропечатна преса Keiser, нов шрифтов асортимент – български, латински, гръцки, румънски и турски букви, при това разпределени в повече от 20 каси с наборен материал; с добре подготвени най-малко 3 – 4 словослагатели, които във върхови моменти достигат 7 – 8 души“. Понастоящем тази печатарска машина е изложена като централен експонат в музея на Каравелов в Копривщица.
В печатницата работи Киро Тулешков (след Освобождението директор на Държавната печатница в София) и други полиграфисти: Никола Астарджиев, Стефан Блъсков, Георги Петров, Янко Петров, Никола Георгиев, Тодор Чолаков и дори Христо Ботев. В печатницата излизат вестник „Свобода“, (от 1973 г. „Независимост“) и др.

#### Дневници на Учредителното събрание
През ноември 1877 г. Каравелов пренася печатницата в Търново и в края на годината официално я регистрира като „Типография на Л. Каравелова“. Лошото му здравословно състояние (Каравелов страда от туберкулоза), многото работа и необходимостта от свежи капитали го принуждават да си търси съдружник и той го намира в лицето на бесарабския българин Нестор Кушлевич (някъде се среща Кирилович) Жейнов, с когото се познава от съвместната им работа в Главната квартира на Руското командване по време на Освободителната война. Печатницата е добре комплектована, с виенска машина и над 20 каси букви на 6 езика. Сам Жейнов наема и квалифицирани работници от Русия за работа с новите машини. Печатат се много учебници, брошури, помагала. От 1878 г. е открит и клон на типографията в Русе. След решението за свикване на Учредителното събрание в Търново и по всяка вероятност след получаване на поръчка за печатане на дневниците на събранието, името на печатницата се променя на „Типография на Л. Каравелова и Н. К. Жейнова при Народното събрание в Търново“. Помещава се в приземието на сградата, където заседава Учредителното народно събрание, т.е. в сградата на бившия турски конак.
В края на януари (началото на февруари по нов стил) 1879 г. Любен Каравелов умира. Веднага след смъртта му започват спорове по финансови въпроси между вдовицата Наталия (Ната) Каравелова, брат му Петко Каравелов, от една страна, и неговия съдружник и изпълнител на завещанието Нестор Жейнов. Въпреки това Жейнов успява да организира отпечатването на дневниците на Учредителното събрание. За целта ръкописните дневници от заседанията, както и всички други официални документи за отпечатване са му носени на място, като обстоятелството, че печатницата се намира в същата сграда, улеснява процеса. Междувременно конфликтът с Петко Каравелов ескалира, стига се дори до бой. Уплашен, че ще пострада сериозно (Петко Каравелов е не само депутат в Учредителното събрание, но и една от най-влиятелните фигури в него), Жейнов бързо напуска страната и заминава за Русия. Там се установява в гр. Казан и става поддиректор на Волжко-Камската банка. В бързината при отпътуването дори не успява да получи полагащото му се възнаграждение за отпечатаните дневници. Бягайки от Българското княжество, Нестор Жейнов взима и всички ръкописи и документи, намиращи се тогава в печатницата, сред тях са и ръкописните дневници на УНС. Този факт е бил известен на мнозина, включително Стефан Стамболов. През 1893 г., когато Стамболов е министър-председател, Нестор Жейнов се обръща с писмо към него (те се познават преди Освобождението), молейки го за съдействие да се уредят сметките по издадените протоколи, а той от своя страна да върне взетите ръкописи, подчертавайки изключителната им стойност за историята. Писмото не получава отговор.
Преди смъртта си през 1916 г. Нестор Жейнов завещава на сина си Григор Жейнов да предаде документите на Българската царска делегация в Москва. Така и става. През 1939 г. материалите са предадени, и чрез Министерството на външните работи и изповеданията идват в Народната библиотека в София. С оповестяването на изключително ценните ръкописи се заема нейният директор Райчо Райчев.

## XX век

### В НРБ
По времето на социализма отраслите книгоиздаване, полиграфия, книгоразпространение са част от плановата икономика, като материалното и финансовото им осигуряване е държавна грижа. Има три държавни стопански обединения и научен център. Държавата осигурява материална база за доставка и съхраняване на хартии, картони и мастила. В отрасъла са заети около тридесетина хиляди работници, служители, редактори.